# Adolf Lettenbauer
Adolf Lettenbauer (* 24. September 1923 in Wemding; † 14. Dezember 2016 in Augsburg) war ein deutscher Politiker (SPD). Er war von 1966 bis 1976 Erster Bürgermeister der Stadt Schwabmünchen und Bayerischer Landtagsabgeordneter.

## Leben und Beruf
Adolf Lettenbauer wurde in Schwaben als Sohn eines Postschaffnermeisters geboren. In Nördlingen besuchte er das Gymnasium und anschließend die Bayerische Verwaltungsschule, wo er die Staatsprüfung für den gehobenen Verwaltungsdienst ableistete. Am 10. Oktober 1941 beantragte er die Aufnahme in die NSDAP und wurde rückwirkend zum 1. September desselben Jahres aufgenommen (Mitgliedsnummer 8.672.207). Im Zweiten Weltkrieg geriet Lettenbauer als Soldat der Wehrmacht in Kriegsgefangenschaft. Nach dem Zweiten Weltkrieg war er zunächst beim Landratsamt in Nördlingen und ab 1949 beim Landratsamt in Schwabmünchen beschäftigt. Er war verheiratet und hatte ein Kind.

## Politik
Adolf Lettenbauer trat am 1. Juni 1953 der SPD bei und wurde am 27. März 1960 zum Kreisrat des Landkreises Schwabmünchen gewählt.
Am 20. Januar 1962 wurde er von der SPD als Landtagskandidat aufgestellt und am 25. November 1962 im Wahlkreis Schwaben in den Bayerischen Landtag gewählt. Dort gehörte er dem Ausschuss für Verfassungs-, Rechts- und Kommunalfragen (1962–1966), dem Ausschuss für Fragen des Beamtenrechts und der Besoldung und dem Ausschuss für Geschäftsordnung und Wahlprüfung (1966–1970) an. Am 2. Dezember 1970 schied er aus dem Parlament aus.
Im Jahr 1966 kandidierte Adolf Lettenbauer für das Amt des Ersten Bürgermeisters der Stadt Schwabmünchen und wurde im zweiten Wahlgang am 27. März 1966 in dieses Amt gewählt. Herausragende Ereignisse während seiner Amtszeit als Erster Bürgermeister waren die Gründung der Leonhard-Wagner-Schulen in Schwabmünchen (Schulzentrum mit Gymnasium, Real- und Hauptschule mit ca. 2400 Schülern, ursprünglich als Gesamtschulversuch konzipiert) und die Begründung einer Städtepartnerschaft mit Giromagny (Frankreich). Im Jahr 1972 wurde Lettenbauer von 61 % der Wähler in seinem Amt als Erster Bürgermeister bestätigt. Das Amt hatte er bis zum 29. Februar 1976 inne.